# Sari Mo
Sari Mo (ur. 6 listopada 2001) – kambodżański zapaśnik, irańskiego pochodzenia, walczący w obu stylach. Zajął jedenaste miejsce na igrzyskach azjatyckich w 2022. Złoty medalista igrzysk Azji Południowo-Wschodniej w 2023 i srebrny w 2021. Zdobył cztery medale mistrzostw Azji Południowo-Wschodniej.